# Eulepidotis santarema
Eulepidotis santarema är en fjärilsart som beskrevs av Walker 1865. Eulepidotis santarema ingår i släktet Eulepidotis och familjen nattflyn. Inga underarter finns listade i Catalogue of Life.